# Ptyonoprogne
O gênero Ptyonoprogne é formado por quatro espécies de pequenos pássaros passeriformes da família das andorinhas. São elas: a andorinha-das-rochas (P. rupestris), a andorinha-das-rochas-pálida (P. obsoleta), a andorinha-das-rochas-africana (P. fuligula) e a andorinha-das-rochas-escura (P. concolor). Elas estão intimamente relacionadas entre si e, no passado, às vezes eram consideradas como uma única espécie. Estão intimamente relacionadas às andorinhas-das-chaminés do gênero Hirundo e são colocadas nesse gênero por algumas autoridades. São andorinhas pequenas com partes superiores marrons, partes inferiores mais claras sem faixa no peito e cauda quadrada com manchas brancas. Elas podem ser distinguidas umas das outras pelo tamanho, pela tonalidade das partes superiores e inferiores e por detalhes menores da plumagem, como a cor do pescoço. Elas se assemelham à andorinha-das-barreiras, mas são mais escuras na parte inferior do corpo e não têm uma faixa no peito.
Essas são espécies de habitats montanhosos escarpados, embora todas as quatro também frequentem habitações humanas. A andorinha-das-rochas-africana e a andorinha-das-rochas-escura do sul da Ásia são residentes, mas a andorinha-das-rochas-pálida é um migrante parcial; as aves que se reproduzem no sul da Europa são, em grande parte, residentes, mas alguns reprodutores do norte e a maioria das aves asiáticas são migratórios, passando o inverno no norte da África ou na Índia. Normalmente, elas não formam grandes colônias de reprodução, mas são mais gregárias fora da época de reprodução. Essas andorinhas constroem ninhos de lama sob saliências de penhascos ou em fendas em seus lares nas montanhas e se adaptaram prontamente aos penhascos artificiais proporcionados por edifícios e pontes de rodovias. Podem ser postos até cinco ovos, brancos com manchas escuras na extremidade mais larga, e uma segunda ninhada é comum. As andorinhas do gênero Ptyonoprogne se alimentam principalmente de insetos capturados em voo e patrulham os penhascos próximos ao local de reprodução com um voo lento de caça enquanto buscam suas presas. Eles podem ser caçados por falcões e infectados por ácaros e pulgas, mas suas amplas áreas de distribuição e populações significam que nenhuma das andorinhas-das-rochas é considerada ameaçada e todas são classificadas como “pouco preocupante” na Lista Vermelha da IUCN.

## Taxonomia
As quatro espécies de Ptyonoprogne são a andorinha-das-rochas (P. rupestris), descrita como Hirundo rupestris pelo naturalista italiano Giovanni Antonio Scopoli em 1769, a andorinha-das-rochas-pálida (P. obsoleta), descrita por Jean Cabanis em 1850, a andorinha-das-rochas-africana (P. fuligula), descrita pelo zoólogo alemão Martin Lichtenstein em 1842, e a andorinha-das-rochas-escura (P. concolor), formalmente descrita em 1832 como Hirundo concolor pelo soldado e ornitólogo britânico William Henry Sykes. Elas foram transferidas para o novo gênero Ptyonoprogne pelo ornitólogo alemão Heinrich Gustav Reichenbach em 1850. O nome do gênero é derivado do grego ptuon (πτύον), “um leque”, referindo-se à forma da cauda aberta, e Procne (Πρόκνη), uma garota mitológica que foi transformada em uma andorinha. O gênero Ptyonoprogne é irmão do gênero Hirundo.
Esses são membros da família das andorinhas e estão localizados na subfamília Hirundininae, que inclui todas as andorinhas, exceto as andorinhas-dos-rios, que são muito distintas. Estudos de sequências de DNA sugerem que há três grupos principais dentro dos Hirundininae, que se correlacionam amplamente com o tipo de ninho construído. Os grupos são as “andorinhas centrais”, incluindo espécies escavadoras como a andorinha-das-barreiras, os “adotantes de ninhos”, que são aves como a andorinha-das-árvores que utilizam cavidades naturais, e os “construtores de ninhos de lama”. As espécies de Ptyonoprogne constroem um ninho de lama e, portanto, pertencem ao último grupo; elas se assemelham às espécies de Hirundo por fazerem ninhos abertos em forma de taça, enquanto as andorinhas Delichon constroem taças fechadas, e as andorinhas Cecropis [en] e Petrochelidon têm ninhos fechados semelhantes a retortas com um túnel de entrada. O gênero Ptyonoprogne está intimamente relacionado ao gênero de andorinha maior, Hirundo, no qual é frequentemente incluído, mas uma análise de DNA mostrou que um gênero Hirundo ampliado e coerente deveria conter todos os gêneros construtores de ninhos de lama. Embora os ninhos das andorinhas Ptyonoprogne se assemelhem aos de espécies típicas do gênero Hirundo, como a andorinha-das-chaminés, a pesquisa de DNA mostrou que, se as andorinhas Delichon forem consideradas um gênero separado, como normalmente é o caso, Cecropis, Petrochelidon e Ptyonoprogne também devem ser separados.
A pequena e pálida subespécie setentrional de andorinha-das-rochas encontrada nas montanhas do norte da África e da península arábica é agora normalmente dividida como andorinha-das-rochas-pálida, Ptyonoprogne obsoleta. As aves restantes são agora identificadas como andorinha-das-rochas.

### Lista de espécies de andorinhas-das-rochas
| Nome comum                    | Nome científico                                                 | Status de conservação na Lista Vermelha da IUCN | Status de conservação na Lista Vermelha da IUCN | Status de conservação na Lista Vermelha da IUCN | Distribuição | Foto |
| Nome comum                    | Nome científico                                                 | Status                                          | Tendência                                       | População                                       | Distribuição | Foto |
| ----------------------------- | --------------------------------------------------------------- | ----------------------------------------------- | ----------------------------------------------- | ----------------------------------------------- | ------------ | ---- |
| Andorinha-das-rochas          | Ptyonoprogne rupestris (Scopoli, 1769)                          | LC IUCN                                         | Estável                                         | 1.200.000 - 2.299.999                           |              |      |
| Andorinha-das-rochas-pálida   | Ptyonoprogne obsoleta (Cabanis, 1850)                           | LC IUCN                                         | Aumento                                         |                                                 |              |      |
| Andorinha-de-pescoço-vermelho | Ptyonoprogne rufigula (Fischer, GA [en] & Reichenow [en], 1884) | LC IUCN                                         | Estável                                         |                                                 |              |      |
| Andorinha-das-rochas-africana | Ptyonoprogne fuligula (Lichtenstein, 1842)                      | LC IUCN                                         | Estável                                         |                                                 |              |      |
| Andorinha-das-rochas-escura   | Ptyonoprogne concolor (Sykes, 1832)                             | LC IUCN                                         | Aumento                                         |                                                 |              |      |

## Descrição
Essas andorinhas medem de 12 a 15 cm de comprimento, com plumagem marrom ou cinza e uma cauda curta e quadrada com pequenas manchas brancas perto das pontas de todos os pares de penas, exceto o central e o mais externo. Os olhos são marrons, o bico pequeno é predominantemente preto e as pernas são rosa-acastanhadas. Os sexos são semelhantes, mas os filhotes apresentam bordas claras nas partes superiores e nas penas de voo. As espécies diferem nas tonalidades da plumagem e no tamanho, sendo a andorinha-das-rochas significativamente maior do que as outras. O voo é lento, com batidas rápidas das asas intercaladas com deslizamentos de asas planas. Os cantos dessas aves são simples gorjeios, e os chamados de contato incluem um twee ou chi, chi agudo e um tshir ou trrt, como o da andorinha-dos-beirais.
Essas aves só podem ser confundidas umas com as outras ou com as andorinhas do gênero Riparia. Mesmo as espécies menores de Ptyonoprogne são um pouco maiores e mais robustas do que a andorinha-das-barreiras e a  andorinha-dos-charcos-africana, e têm as manchas brancas na cauda que não existem nas andorinhas do gênero Riparia. Nos locais onde as áreas de distribuição das espécies de Ptyonoprogne se sobrepõem, a andorinha-das-rochas é mais escura, mais marrom e 15% maior do que a andorinha-das-rochas-africana e maior e mais pálida, principalmente nas partes inferiores, do que a andorinha-das-rochas-escura. As manchas brancas na cauda da andorinha-das-rochas são significativamente maiores do que as de seus parentes. No leste de sua área de distribuição, a andorinha-das-rochas-africana sempre tem partes inferiores mais claras e mais contrastadas do que a andorinha-das-rochas-escura.

## Distribuição e habitat

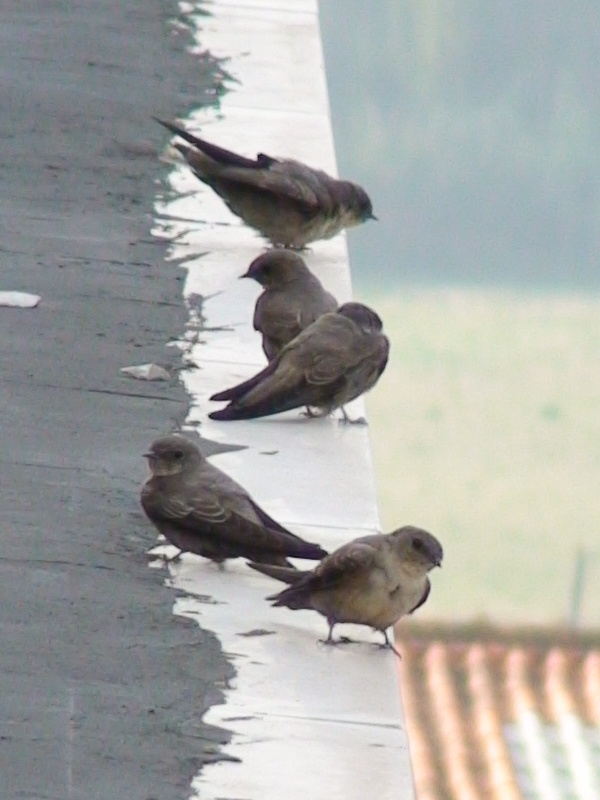
Andorinhas-das-rochas

Essas são espécies exclusivas do Velho Mundo. A andorinha-das-rochas-africana se reproduz em toda a África e no Oriente Médio, até o Afeganistão e o Paquistão, e é substituída pela andorinha-das-rochas-escura mais a leste na Índia e na Indochina. A andorinha-das-rochas se reproduz na Península Ibérica e no noroeste da África, passando pelo sul da Europa, pelo Golfo Pérsico e pelo Himalaia até o sudoeste e nordeste da China. As populações do norte da andorinha-das-rochas são migratórias, com as aves europeias invernando no norte da África, Senegal, Etiópia e Vale do Nilo, e os reprodutores asiáticos indo para o sul da China, o subcontinente indiano e o Oriente Médio. Algumas aves europeias permanecem ao norte do Mediterrâneo e, assim como as populações de áreas mais quentes, como Índia, Turquia e Chipre, simplesmente se mudam para áreas mais baixas após a reprodução. A andorinha-das-rochas-escura e a andorinha-das-rochas-africana são, em grande parte, residentes, com exceção dos movimentos locais após a reprodução, quando muitas aves descem para altitudes mais baixas, embora algumas andorinhas-das-rochas-africanas do norte da África e do sul da Arábia possam passar o inverno mais ao sul, juntamente com as subespécies locais na Etiópia, Mali e Mauritânia.
As andorinhas-das-rochas se reproduzem principalmente em penhascos secos, quentes e abrigados em áreas montanhosas com desfiladeiros, podendo atingir 5.000 m na Ásia Central. O uso de edifícios como penhascos artificiais possibilitou a expansão da reprodução para áreas de planície, especialmente para as duas espécies tropicais, e a andorinha-das-rochas-africana se reproduz em cidades desérticas. No sul da Ásia, as aves migrantes da Eurásia às vezes se juntam a bandos de andorinhas-das-rochas-escuras e se empoleiram em comunidades em bordas de penhascos ou edifícios no inverno.

## Comportamento

### Reprodução

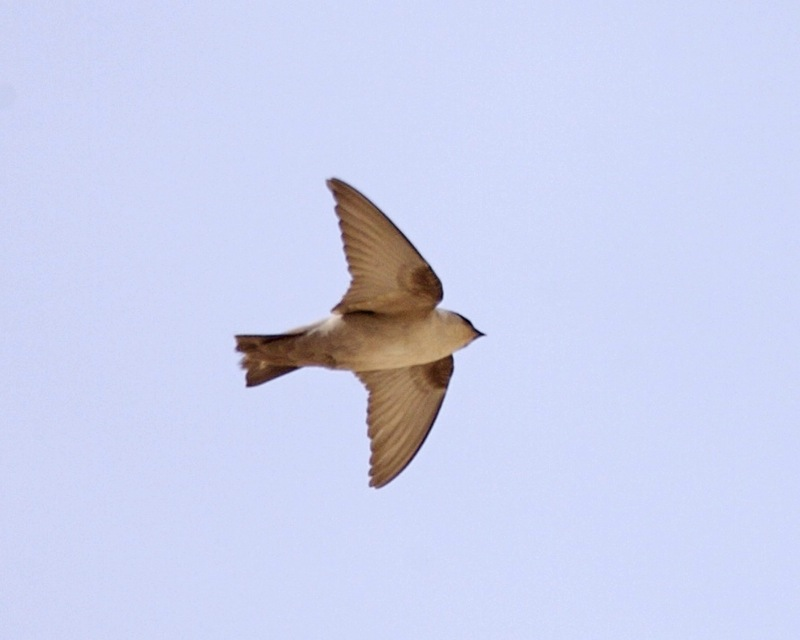
Andorinha-das-rochas-africana

Os pares de andorinhas costumam fazer seus ninhos sozinhos, embora possam se formar pequenas colônias soltas em locais adequados. Essas colônias são mais comuns ao sul do Saara, onde foram registrados até 40 pares de andorinhas-das-rochas juntas. As andorinhas-das-rochas defendem agressivamente seu território de nidificação contra outras espécies. O ninho, construído por ambos os adultos ao longo de várias semanas, é feito de várias centenas de pelotas de lama e forrado com grama seca macia ou, às vezes, com penas. Ele pode ser uma meia-copa quando construído sob uma saliência em uma parede vertical ou penhasco, ou ter o formato de uma tigela, como o da andorinha-das-chaminés, quando colocado em uma saliência protegida. O ninho pode ser construído em um penhasco de rocha, em uma fenda ou em uma estrutura feita pelo homem, e é reutilizado para a segunda ninhada e nos anos seguintes. Normalmente, são criadas duas ninhadas, e a andorinha-das-rochas-africana pode fazer o ninho pela terceira vez em uma estação.
A ninhada é composta de dois a cinco ovos brancos com manchas marrons, avermelhadas ou cinzas, principalmente na extremidade mais larga. O tamanho do ovo varia de uma média de 20,2 x 14 mm com um peso de 2,08 g para a andorinha-das-rochas a 17,7 x 13 mm com um peso de 1,57 g para a andorinha-das-rochas-escura. Ambos os adultos incubam os ovos por 13 a 19 dias até a eclosão e alimentam os filhotes pelo menos dez vezes por hora até eles aprenderem a voar, 24 a 27 dias depois. Os filhotes que voaram continuam a ser alimentados pelos pais por algum tempo depois de poderem voar.

### Alimentação
As andorinhas do gênero Ptyonoprogne se alimentam principalmente de insetos capturados em voo, embora ocasionalmente se alimentem no solo. Quando se reproduzem, as aves costumam voar para frente e para trás ao longo de uma rocha, pegando insetos em seus bicos e, geralmente, alimentando-se perto do território de nidificação. Para manter a alta frequência com que os filhotes são alimentados, os adultos forrageiam principalmente nas melhores zonas de caça nas imediações do ninho, já que quanto mais longe tiverem que voar para pegar insetos, mais tempo levariam para levar comida aos filhotes no ninho. Em outras ocasiões, eles podem caçar em terrenos abertos. Os insetos capturados dependem do que está disponível no local, mas podem incluir mosquitos e outras moscas, aranhas, formigas e besouros. As andorinhas geralmente se alimentam sozinhas, mas grupos grandes podem se reunir se o alimento for abundante, como quando os insetos estão fugindo de incêndios. A andorinha-das-rochas pode capturar espécies aquáticas, como plecópteros, insetos da ordem Trichoptera e insetos da família Gerridae. As faces dos penhascos geram ondas estacionárias no fluxo de ar que concentram os insetos perto de áreas verticais. As andorinhas exploram a área próxima ao penhasco quando caçam, contando com sua alta capacidade de manobra e de realizar curvas fechadas.

## Predadores e parasitas
As andorinhas-das-rochas podem ser caçadas por aves de rapina rápidas e ágeis, como a ógea-africana ou a ógea-eurasiática, que se especializam em capturar andorinhas em voo, e por outros falcões, como o falcão-peregrino e o falcão-de-Taita [en]. Os corvos podem atacar as andorinhas-das-rochas migratórias, e essa espécie também trata o peneireiro-eurasiático, o gavião-da-europa, o gaio-comum e o corvo-comum como predadores se eles se aproximarem dos penhascos de nidificação. A andorinha-das-rochas-escura foi registrada na dieta do maior morcego Megaderma lyra.
As andorinhas-das-rochas podem hospedar parasitas, incluindo ácaros sugadores de sangue do gênero Dermanyssus, como o D. chelidonis, e o ácaro nasal Ptilonyssus ptyonoprognes. As espécies de invertebrados encontradas pela primeira vez em ninhos de andorinhas-das-rochas incluem o carrapato Argas (A.) africolumbae de um ninho de andorinha-das-rochas-africana e a mosca Ornithomya rupes e a pulga Ceratophyllus nanshanensis de ninhos de andorinhas-das-rochas europeias.

## Status de conservação
Todas as quatro espécies têm extensas áreas de distribuição e grandes populações, e o uso crescente de ninhos artificiais permitiu a expansão da área de distribuição. A andorinha-das-rochas-africana geralmente se reproduz em cidades de planícies e desertos, a área de distribuição da andorinha-das-rochas está se expandindo na Áustria, Suíça, antiga Iugoslávia, Romênia e Bulgária, e a andorinha-das-rochas-escura está se espalhando para o nordeste, em Quancim, para o sul, nas planícies do Laos, e para o oeste, nas colinas e planícies de Sinde. Há também um relato recente, não confirmado, do Camboja. Suas amplas áreas de distribuição e números presumivelmente altos significam que nenhuma das andorinhas-das-rochas é considerada ameaçada e todas são classificadas como “pouco preocupante” na Lista Vermelha da IUCN.